# Áo trấn thủ
Áo trấn thủ là loại áo phổ biến để chống rét của quân đội Việt Nam trong Chiến tranh chống Pháp và Chiến tranh chống Mỹ.

## Hoàn cảnh ra đời
Mùa đông năm 1946, trong bối cảnh Việt Nam đang gặp khó khăn lớn về kinh tế; quân đội thiếu thốn nhiều, phải ăn đói, mặc rét; chủ tịch Hồ Chí Minh phát động phong trào may áo rét cho chiến sỹ. Ngay khi đó, Chính phủ Việt Nam Dân chủ Cộng hòa kêu gọi toàn dân hưởng ứng phong trào "Mùa đông binh sỹ", Ủy ban vận động mùa đông binh sỹ được thành lập từ Trung ương đến các địa phương.
Quân Nhu Cục (tiền thân của ngành Quân nhu Tổng cục Hậu cần) được giao nhiệm vụ cùng với các nhà may nghiên cứu, thiết kế ra kiểu áo vừa đảm bảo mặc mùa đông ấm áp và vừa thuận tiện trong quá trình hành quân, thuận lợi khi chiến đấu. Kiểu áo đó được gọi là Áo trấn thủ.
Đến mùa đông năm 1947, áo trấn thủ được may cấp cho tất cả bộ đội.

## Đặc điểm của áo trấn thủ
Áo trấn thủ có lớp bên ngoài bằng vải, trong lót bông; đường khâu hình ô quả trám; ngắn đến thắt lưng, cổ khoét tròn, không tay; gồm có hai mảnh trước và mảnh sau, nối liền nhau ở cạnh sườn và một bên vai, dùng khuy hay dây buộc ở vai trái và mạng sườn trái; may sát người, gọn nhẹ, dễ mặc, dễ cởi, phù hợp trong mọi điều kiện của chiến tranh.
Trong những năm chiến tranh, nguyên liệu may áo hiếm, nhất là bông. Khi đó, các nhà may, thợ may đã dùng lông vịt, vỏ cây sui đập dập, phơi khô để thay bông. Khi thiếu cúc, dùng dây vải buộc hoặc cúc bằng giấy ép tẩm sơn để thay thế.

## Phong trào "Mùa đông binh sỹ"
Kiểu áo trấn thủ ra đời nhanh chóng được phổ biến rộng rãi trong nhân dân. Phong trào toàn dân may áo trấn thủ ủng hộ bộ đội được diễn ra sôi nổi, mạnh mẽ, rộng khắp mọi nơi, mọi ngành, mọi giới. 

### Chủ tịch Hồ Chí Minh
Khi phát động phong trào may áo rét cho chiến sỹ, Chủ tịch Hồ Chí Minh đã đem chiếc áo sợi duy nhất của mình góp vào quỹ vận động. Xúc động trước tình thương yêu chiến sỹ của Người, nhiều người dân Hà Nội muốn mua chiếc áo đó để ủng hộ cách mạng và làm vật kỷ niệm. Trước nguyện vọng của nhân dân, Ủy ban vận động Trung ương tổ chức bán đấu giá chiếc áo sợi của Hồ Chí Minh. Chiếc áo bán được với giá 3.500 đồng Đông Dương, tương ứng với 200 cây vàng. Số tiền này được dùng để mua vải may áo ấm tặng bộ đội.
Ngày 25 tháng 9 năm 1947 Chủ tịch Hồ Chí Minh đã gửi thư cho Chủ tịch Ủy ban Trung ương "Mùa đông binh sỹ" với nội dung: "...Ủy ban Trung ương Mùa đông kháng chiến giúp binh sỹ chỉ quyên vải vóc quần áo, hoặc công may. Nhưng tôi không biết may, không có vải mà do chỉ có hai bộ đã cũ. Vậy tôi xin quyên góp một tháng lương là 1000 đồng nhờ cụ mua giùm vật liệu và may giùm mấy chiếc áo chiến sỹ gọi là chút lòng thành...".
Trong phong trào này, Người không ngừng kêu gọi đồng bào ra sức giúp đỡ cho chiến sỹ khỏi lạnh và đủ ấm, có sức diệt thù.

### Văn nghệ sỹ
Ban Vận động sáng tác Trung ương đã tổ chức vận động các văn, nghệ sỹ sáng tác các tác phẩm cổ động cho phong trào này trong suốt thời kỳ kháng chiến chống Pháp; thời kỳ này xuất hiện rất nhiều tác phẩm:
- Tranh cổ động nhân dân tham gia phong trào, tranh tuyên truyền...
- Các bài thơ: "Áo trấn thủ", hay những vần thơ "Em ơi em ngủ say rồi/ Ngọn đèn chị thắp, chị ngồi chị may/ Cho xong áo trấn thủ này/ Gửi người chiến sỹ kịp ngày mùa đông/ Để cho chiến sỹ ấm lòng/ Vững tay cầm súng, ra công diệt thù."...
- Các bài hát: "Áo mùa đông" (của Đỗ Nhuận)...

### Tầng lớp khác
Trong cuộc vận động, nhiều thợ may, hợp tác xã, liên đoàn thợ may của Hà Nội và các địa phương đã xung phong đảm nhận khâu may hàng vạn bộ áo trấn thủ không lấy tiền. Nhiều tầng lớp nhân dân tham gia: các em nhỏ đã góp những đồng tiền bỏ ống tiết kiệm để ủng hộ may áo; chị, em phụ nữ thức khuya, dậy sớm ra sức may áo.

### Một số kết quả
Trong hai ngày 16 và 17 tháng 11 năm 1946, nhân dân thủ đô Hà Nội đã quyên góp được trên 30 vạn đồng Đông Dương và một số len, bông đủ làm trên 50.000 lõi bông và vỏ áo trấn thủ.

## Những giá trị
Cùng với mũ ca lô, dép cao su... áo trấn thủ góp phần tạo nên hình ảnh đẹp về anh bộ đội cụ Hồ trong thời kỳ chiến tranh, biểu tượng sức mạnh của tình "quân – dân", biểu tượng văn hóa trong truyền thống đánh giặc giữ nước của Việt Nam.
Hình ảnh chiếc áo trấn thủ tạo nên nhiều tác phẩm nghệ thuật: "Áo trấn thủ", "Áo mùa đông", "Tấm áo chiến sĩ mẹ vá năm xưa"...
Hiện nay, còn rất nhiều những hiện vật về áo Trấn thủ ở Bảo tàng Lịch sử Quân sự Việt Nam:
- Áo Trấn thủ của Anh hùng Tô Vĩnh Diện - đã mặc tham gia chiến đấu và hy sinh trong chiến dịch Điện Biên Phủ;
- Áo Trấn thủ của đồng chí Huỳnh Chi, chiến sĩ Liên khu V đã dùng áo để gói hạt nổ trong trận đánh tiêu diệt đồn Thượng An, Gia Lai năm 1952;
- Áo Trấn thủ của Thiếu tướng Bùi Nam Hà, phó Tư lệnh đoàn 959 đã mặc trong thời gian chiến đấu tại chiến trường Lào từ năm 1971 - 1973;
- Chiếc áo do Chủ tịch Hồ Chí Minh đã gửi tặng đồng chí Nguyễn Văn Thòa, bộ đội địa phương huyện Kim Thành, tỉnh Hải Dương vì đã có thành tích đánh địa lôi diệt xe lửa - tiêu diệt 1.200 tên địch....